# Palacio Huneeus
El Palacio Huneeus, también denominado Palacio Huneeus Valdés, es un edificio ubicado en el centro de Santiago de Chile, frente al edificio del ex Congreso Nacional de Chile y a un costado del edificio homónimo, separado de este por el pasaje Jorge Huneeus, colindando al oriente con el Palacio García de la Huerta Izquierdo. Se atribuye su construcción al arquitecto Fermín Vivaceta.

## Historia

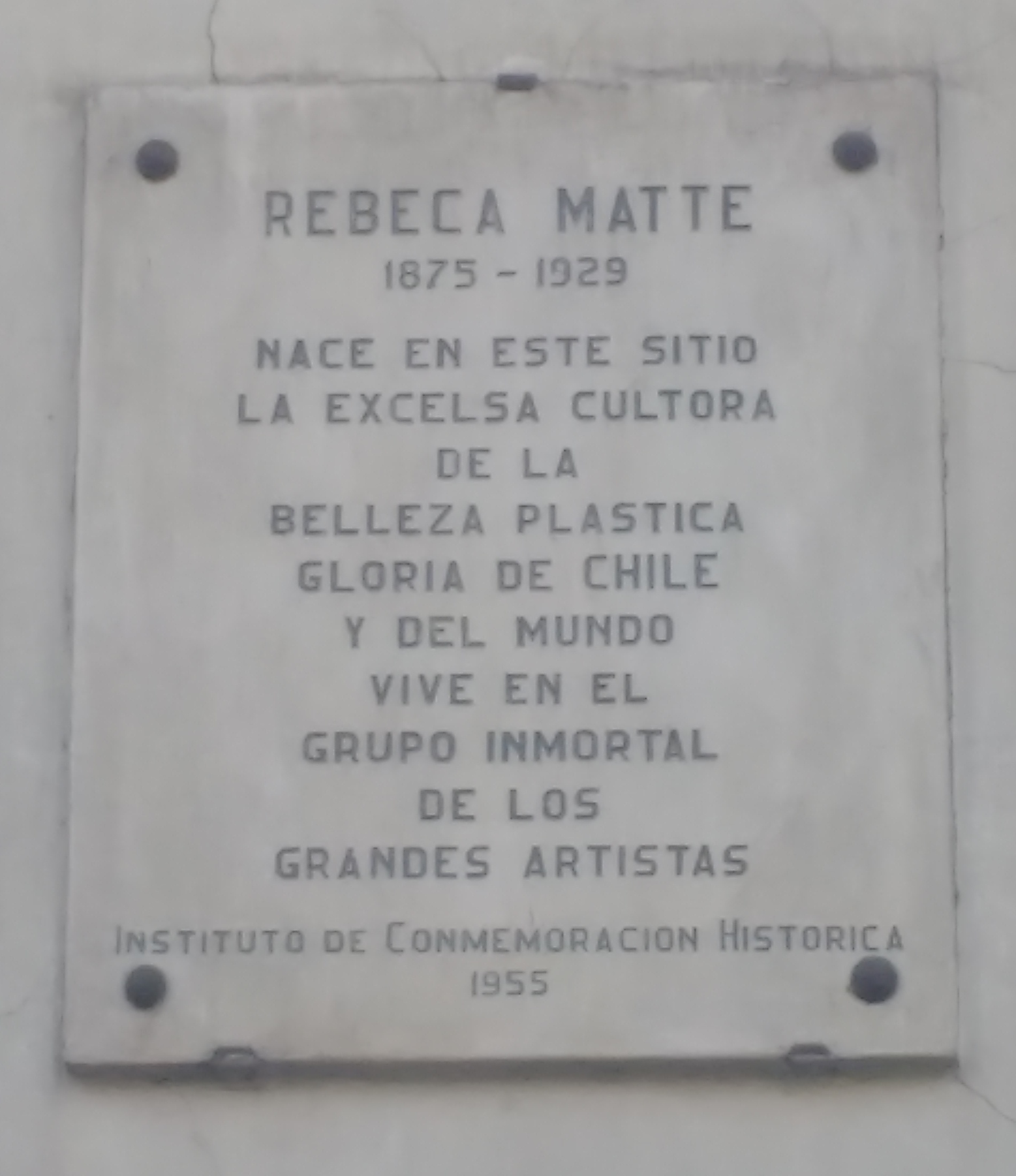
Placa en la fachada del palacio Huneeus que recuerda a Rebeca Matte.

No existe certeza de la fecha exacta de construcción del palacio. El primer registro de una edificación se remonta a 1871, cuando la Sociedad del Teatro Chileno remata el terreno, siendo adquirido por José Manuel Balmaceda, quien ordenaría la construcción del inmueble. Sin embargo, en 1879 la propiedad fue comprada por el banquero, diplomático y político chileno Augusto Matte Pérez; cuando la familia vivió en el palacio nació Rebeca Matte Bello, reconocida escultora tanto en Chile como en el extranjero. En 1886 la propiedad fue vendida a Jorge Huneeus Zegers, profesor de la Universidad de Chile, abogado y político, quien falleció el 21 de mayo de 1889 dejando el título de la propiedad a nombre de su esposa Domitila Gana Cruz. Ella vivirá en esta propiedad hasta que en 1906 fue comprada por su hijo Antonio Huneeus Gana.
Hacia 1910 la vivienda fue dividida en dos, costumbre muy común en la época, creándose una segunda entrada; en este lugar viviría el presidente de la República Juan Luis Sanfuentes. Para el año 1924 el primer piso de la vivienda sería arrendado a la compañía Casanova Hnos. Ellos crearon en esta planta baja tres subdivisiones, en los cuales existieron una casa de remates, una exposición de cuadros y pinturas, y un salón de exhibición de muebles y antigüedades. Durante este período de tiempo es cuando Antonio Huneeus Gana se instala en el segundo piso del edificio y desde ese entonces no ha vuelto a sufrir alteraciones. En las décadas siguientes el edificio tendría diferentes usos, albergando hacia 1960 la Federación de Educadores de Chile —y su sucesora, el Sindicato Único de Trabajadores de la Educación (SUTE), entre 1970 y 1973— y en los años 1990 la sede principal del partido político Unión de Centro Centro y la Dirección de Política Especial del Ministerio de Relaciones Exteriores en su segundo piso.

## Estructura
El palacio Huneeus se destaca por el estilo neoclásico que posee en sus dos plantas. En 1915 la revista Sucesos entrevistó en la vivienda a Ana Echazarreta, esposa de Juan Luis Sanfuentes, y la describe de la siguiente manera:

La mampara se abre y nos encontramos ante una escalera de mármol. A la izquierda en los bajos se ve la puerta abierta de una amplia sala de despacho... De vez en cuando aventuramos la vista hacia el gran hall que se domina perfectamente desde allí por la ancha puerta abierta de par en par. Es un hall enorme, blanco, con techumbre de empolvados de vidrios.
Sucesos, 15 de abril de 1915.

Una de las mayores características del palacio son sus escalinatas de mármol y sus respaldos de estilo gótico. Si bien el inmueble ha sufrido diversas modificaciones con el paso de los años, sigue destacando el estilo neoclásico en sus paredes, la alta luminosidad de las salas producto de los amplios ventanales, enormes chimeneas y una gran cantidad de espejos.
La estructura y composición del interior es simétrico, existiendo varios salones sumamente lujosos. De igual forma están los vestíbulos, los dormitorios con sus baños, y un ala con menor luminosidad dedicado exclusivamente para el personal de la casa.